# Flavio Colusso

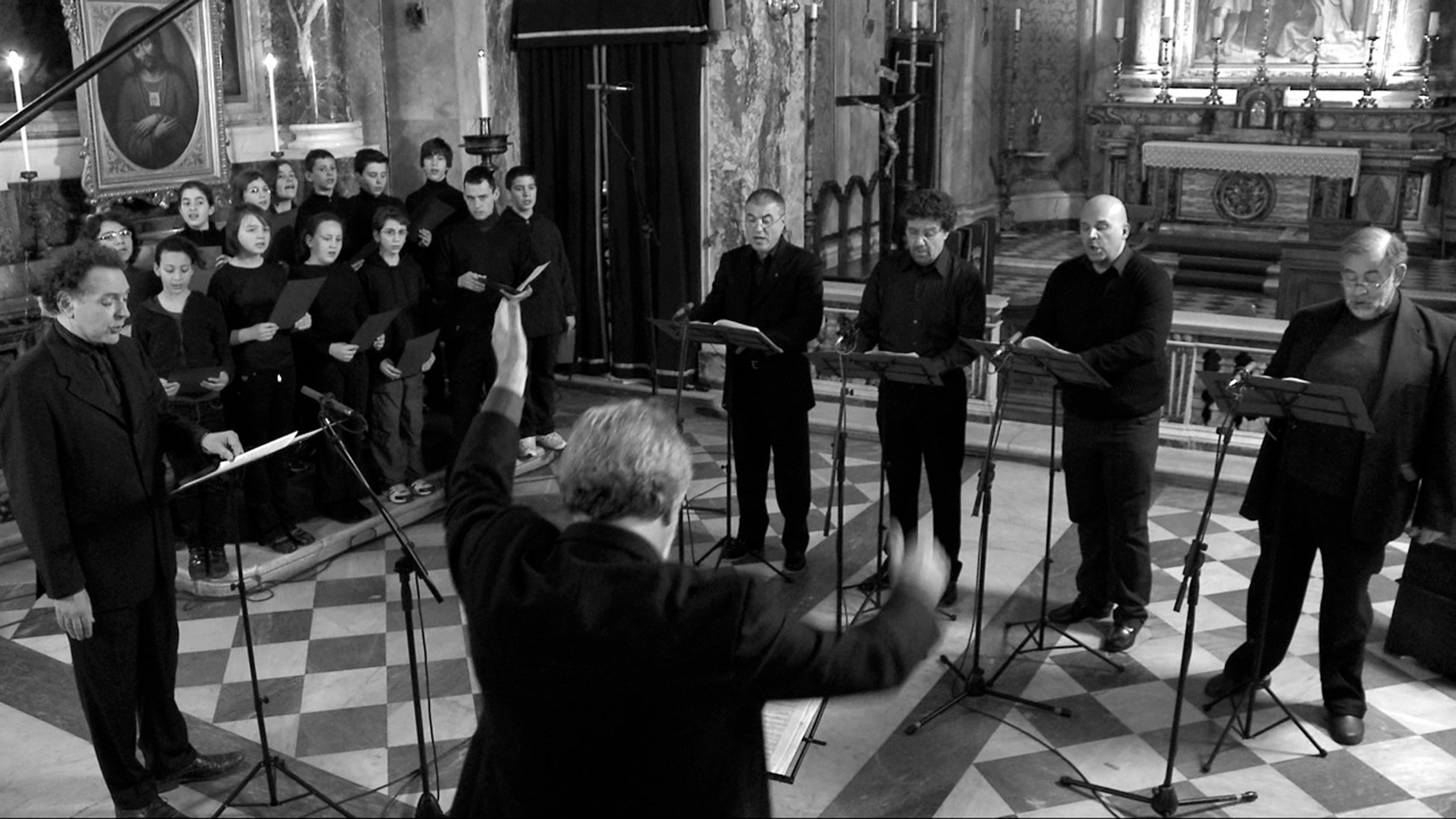
Flavio Colusso dirigiert das Ensemble Seicentonovecento im Film „Palestrina - Fürst der Musik“

Flavio Colusso (* 13. August 1960 in Rom) ist ein italienischer Komponist, Librettist und Dirigent sowie Chorleiter.

## Leben
Flavio Colusso studierte Komposition bei Domenico Guaccero und Franco Evangelisti und war Schüler von Andreina von Ramm.
Anfang der 1980er Jahre gründete er zusammen mit Silvia De Palma und Andrea Coen das Ensemble Seicentonovecento. Er ist der erste Präsident der Sibelius-Gesellschaft Italien, gewidmet dem finnischen Komponisten. Er ist künstlerischer Direktor von Musicaimmagine.
Er ist Kapellmeister der deutschen katholischen Nationalkirche Santa Maria dell’Anima in Rom und der Titelkirche San Giacomo degli Incurabili in Rom. Er ist Mitglied der Päpstlichen Akademie der schönen Künste und der Literatur. Er gehört der Bruderschaft von Santa Maria dell’Anima an.

## Wirken
Colusso ist ein Fachmann für das Werk des italienischen Komponisten Giacomo Carissimi (1605–1674). 1996 spielte er die komplette Aufnahme der Oratorien und 2014 die komplette Sammlung der Arion Romanus-Motetten ein.
Er hat die Oratorien, Theaterstücke, Gesangs- und Instrumentalmusik von Pasquale Anfossi neu aufgenommen, ebenso die Oratorien von Antonio Draghi. Des Weiteren veröffentlichte er Stücke von Jacques Arcadelt, Giovanni Pierluigi da Palestrina, Giovanni Battista Mariani, Alessandro Scarlatti, Antonio Maria Abbatini, Nicola Vaccaj, Luigi Cherubini und Pietro Mascagni.
Mit dem griechischen Sopranisten Aris Christofellis spielte und nahm er in den 1990er Jahren das Repertoire der Kastraten auf.
Die Kompositionen von Flavio Colusso wurden von vielen Künstlern aufgeführt, darunter José Carreras, Cecilia Gasdia, Aurio Tomicich, Gemma Bertagnolli, Giorgio Gatti, Daniele Lombardi und Vito Paternoster.